# Скоробогатый, Александр Дионисий
Скоробогатый (Войшко-Скоробогатый) Александр Дионисий (6 сентября 1639 — 20 августа 1699) — военный деятель Великого княжества Литовского, мемуарист.

## Биография
Происходил из околичной шляхты — рода Скоробогатых Трокского повета, герба Круцина. В 1654 году поступил на службу в войско ВКЛ. Участвовал в крупнейших сражениях войны 1655—1660 со Швецией и Русско-польской войны 1654—1667 гг.
1656 г. — против шведских и бранденбургских войск возле Простков и Филипова;
1657 г. — против венгров возле Магерова;
1659 г. — против московских войск в битве под Мяделем;
1660 г. — в битвах под Полонкой и на реке Басе.
1661 г. — ранен в битве на Кушликовых Горах;
Участник Хотинской битвы в 1673 году. В 1674-1676 гг. принимал участие в походах против турок и татар на Украине. Во время польско-турецкой войны 1683—1699 гг., в 1683 году являлся участником победоносного сражения над татарами возле Зинькова на Подолье.
С 1669 г. — подчаший Речицкий, с 1676 — городничий Гродненский, лесничий Пастунский. Владел селами Зверяны и Ходиковщина в Гродненской экономии.
На склоне лет взялся за обработку своих предыдущих записей и написание мемуаров в виде дневника, в которых описал события от своего рождения. Последние записи до 1710 года сделали его сын Теодор Николай и, по всей видимости, зять К. Мокшецкий. Воспоминания Скоробогатого являются важным источником для изучения военных событий 2-й половины XVII века. Рукопись мемуаров сохраняется в Центральной библиотеке Академии наук Литвы.